# Ungdom i arbejde (lang toneudg.)
 For alternative betydninger, se Ungdom i arbejde (flertydig). (Se også artikler, som begynder med Ungdom i arbejde)
|  | Denne artikel er oprettet af botten Steenthbot ud fra en ekstern database. Den kan derfor have sproglige fejl eller mangler. Denne skabelon kan fjernes efter kontrol af indholdet. |

Ungdom i arbejde [lang toneudg.] er en dansk propagandafilm fra 1941 instrueret af Theodor Christensen efter eget manuskript.